# Museo Michail Bulgakov
Il Museo Michail Bulgakov (ufficialmente noto come Museo della Letteratura-Memoriale a Michail Bulgakov, comunemente chiamato Casa Bulgakov o Casa Lystovnyčyi) è un museo situato a Kiev, in Ucraina, dedicato allo scrittore russo Michail Bulgakov.
Inaugurato il 15 maggio 1991 in occasione del centenario della nascita dello scrittore, il museo, un tempo casa dello stesso Bulgakov dal 1906 al 1919, si trova al n. 13 della Discesa di Sant'Andrea e contiene un'esposizione di quasi 2500 pezzi che includono oggetti, libri, cartoline e foto a lui appartenenti. L'atmosfera della casa riflette la vita dello scrittore durante gli anni delle scuole superiori, degli studi di medicina e della sua carriera, che lo portò a scrivere La guardia bianca, Il maestro e Margherita e Romanzo teatrale.
L'edificio fu eretto nel 1888 su progetto dell'architetto N. Gardenin e fu completamente ristrutturato prima dell'apertura del museo. Una targa commemorativa con il ritratto di Bulgakov è appesa sulla parte anteriore dell'edificio. Nel romanzo La Guardia bianca vi sono chiari riferimenti alla Discesa di Sant'Andrea e l'attuale targa dell'indirizzo al numero 13 mostra il nome della strada che lo scrittore citò nel libro (Andreevskij spusk n°13). Inna Končakovskaja, figlia del proprietario (che era un eroe del romanzo in questione) e nipote del compositore Vitol'd Mališevskij, si occupò della conservazione della casa durante il periodo sovietico.
Nel 2013 il museo è stato eletto come uno dei migliori 20 musei letterari al mondo dalla Commissione dei Musei letterari di Mosca.
Nel giugno 2014, per mezzo di un annuncio, la direzione del museo ha scoraggiato la visita dello stesso a tutti coloro che sostenessero l'occupazione russa dell'Ucraina.